# Wyvern (Automarke)
Wyvern war eine britische Automarke.

## Markengeschichte
Gerry Johnson und Brian Cook gründeten 1983 das Unternehmen JC Composites in Kingstone in der Grafschaft Herefordshire. Sie begannen mit der Produktion von Automobilen und Kits. Der Markenname lautete u. a. Wyvern. 1985 endete die Produktion. Hawk Associates aus Hereford in Herefordshire setzte die Produktion bis 1986 unter Beibehaltung des Markennamens fort. Insgesamt entstanden etwa 105 Exemplare.

## Fahrzeuge
Im Angebot stand nur ein Modell. Ein Fahrgestell aus Stahl bildete die Basis. Darauf wurde eine Karosserie aus Fiberglas montiert. Das offene Fahrzeug im Stil der 1930er Jahre bot Platz für 2 + 2 Personen. Motoren vom Vauxhall Viva mit 1256 cm³, 1599 cm³, 1759 cm³, 1975 cm³ oder 2279 cm³ Hubraum sowie von Ford standen zur Verfügung. Der Neupreis für einen Bausatz betrug 1660 Pfund im Mai 1985.